# 335P/Gibbs
335P/Gibbs è una cometa periodica appartenente alla famiglia delle comete gioviane. La cometa è stata scoperta il 1 dicembre 2008 dall'astronomo statunitense Alex R. Gibbs, la sua riscoperta il 10 gennaio 2016 ha permesso di numerarla. La cometa ha ricevuto una certa notorietà dal fatto che è stata indicata, congiuntamente alla cometa 266P/Christensen, come la sorgente del Segnale Wow! che nel 1977 fu ritenuto originato da una civiltà extraterrestre.

## Parametri orbitali
Caratteristica della cometa è di avere una piccola MOID con il pianeta Marte, i due corpi sono passati il 15 agosto 1910 a sole 0,087 unità astronomiche (13 000 000 km) di distanza, e Giove. Il prossimo incontro ravvicinato col gigante gassoso avverrà il 1º agosto 2033, quando i due corpi transiteranno ad una distanza di 0,246 unità astronomiche (36 800 000 km). La MOID con Giove è di 0,165 unità astronomiche (24 700 000 km) e l'orbita della cometa verrà ad essere inevitabilmente alterata dagli incontri col pianeta.